# Bitwa nad Hellespontem (321 p.n.e.)
Bitwa nad Hellespontem – niewielkie starcie zbrojne, które miało miejsce w roku 321 p.n.e. w trakcie I wojny diadochów.
Wojny diadochów zapoczątkowało zawiązanie koalicji najwybitniejszych dowódców macedońskich, którzy podzielili między sobą królestwo po śmierci Aleksandra Wielkiego, a opowiadających się przeciwko rządom namiestnika Perdikkasa. Koalicję tworzyli: Ptolemeusz I Soter w Egipcie, Antypater oraz Krateros w Grecji, Antygon I w Azji Mniejszej.
Zimą 321/320 roku p.n.e., wobec pogarszającej się sytuacji politycznej na szczytach władzy ogromnego państwa – spuścizny po Aleksandrze Macedońskim – i tendencji odśrodkowych zagrażających jego jedności, Perdikkas, któremu Aleksander wręczył przed śmiercią swój pierścień, a tym samym niejako namaścił na swego następcę, zwołał naradę wojenną na terytorium Pizydii, podczas której dyskutowano kroki, jakie należy podjąć przeciw Antypatrowi, Kraterosowi i Ptolemeuszowi.
Pytanie, jakie wówczas padło, dotyczyło kierunku działań: uderzyć wprost na Macedonię (silny ośrodek militarny), czy też najpierw zneutralizować (słabszy, jak się wydawało) Egipt? Wobec nieuniknionej wojny na dwóch frontach postanowiono, że Perdikkas na czele sił głównych ruszy przeciw Ptolemeuszowi, natomiast Eumenes z Kardii zablokuje cieśniny Hellespont i Bosfor uniemożliwiając wojskom Antypatra i Kraterosa przedostanie się do Anatolii.
Eumenesowi, który miał 6300 wyśmienitych kawalerzystów z Kapadocji, podporządkowano dowodzącego wojskami z Armenii satrapę Neoptolemosa i brata Perdikkasa, Alketasa, który stał na czele wojsk macedońskich stacjonujących w zachodniej Pizydii. Flotę podzielono na trzy eskadry: pierwsza z nich (Attalos) miała towarzyszyć Perdikkasowi, druga (Sosigenes) została wysłana na Cypr z odsieczą dla miasta Marion obleganego przez zwolenników Ptolemeusza, a trzecia (Klejtos) patrolowała wody Hellespontu i Propontydy.
Po przybyciu nad cieśniny Eumenes zajął się koncentracją wojsk, ale wkrótce okazało się, ż na Alketasa nie ma co liczyć. Plutarch (Eum., 5.) i Nepos (Eum., 3.) zgodnie twierdzą, że jego żołnierze nie chcieli walczyć z rodakami i raczej gotowi bili przejść na stronę Kraterosa. Neoptolemos również się wahał, a gdy na europejskim brzegu Hellespontu pojawiła się armia Antypatra i Kraterosa, podjął z nimi potajemne kontakty. Nie on jeden zresztą: dowódca eskadry floty, Klejtos, bez chwili zwłoki przeszedł do obozu przeciwnika, a jego okręty zaczęły przeprawiać Macedończyków do Azji.
Eumenes, któremu doniesiono o zmawianiu się Neoptolemosa z Kraterosem, natychmiast uderzył na niedoszłego podwładnego. Krótką bitwę rozstrzygnęła szarża kapadockiej kawalerii. Część armeńskich piechurów została wycięta, większość siłą wcielono do armii Eumenesa, a Neoptolemos – na czele zaledwie kilkuset konnych – zbiegł do Kraterosa.